# Цвик, Эдвард
Э́двард Цвик (англ. Édward Zwick; род. 8 октября 1952, Чикаго, Иллинойс) — американский кинорежиссёр и продюсер. Обладатель премии «Оскар» 1999 года как продюсер фильма «Влюблённый Шекспир».

## Биография
Родился в еврейской семье в Чикаго.
Занялся режиссурой ещё в средней школе и стажировался в театре Academy Festival в Лейк-Форест. Изучая литературу в Гарварде, он писал и работал театральным режиссёром. После завершения образования, получил стипендию Rockefeller Fellowship, которая позволила ему стажироваться у самых известных театральных трупп Европы.
В 1975 году был принят в члены Американского института кино. Короткометражный «Тимоти и Ангел» занял первое место на конкурсе студенческих фильмов Чикагского кинофестиваля в 1976 году и привлек к себе внимание продюсеров телесериала «Семья». Он
работал над сериалом как редактор сценарного отдела, а затем стал его режиссёром и продюсером.
За телефильм «Специальный бюллетень» (режиссёр, продюсер и один из авторов сценария) получил две премии «Эмми». Это положило начало его сотрудничеству с Маршаллом Херсковицем, вместе с которым они создали получивший «Эмми» телесериал «Тридцать-с-чем-то». Они основали компанию The Bedford Falls Company, на базе которой работали над своими кино- и телепроектами, в том числе над хорошо принятыми критиками телесериалами «Моя так называемая жизнь», «Относительность» и сериалом, получившим премии «Эмми» и «Золотой глобус», «Опять и снова».
Начал свою карьеру в полнометражном кино, став режиссёром фильма «Что случилось прошлой ночью».
Обладатель трёх премий «Эмми», приза «Humanitas», премии Гильдии американских сценаристов, двух премий Peabody Awards, премии Гильдии американских режиссёров, и премии имени Франклина Дж. Шеффнера за выдающиеся достижения от Американского института кино.

## Избранная фильмография
- 1986 — Что случилось прошлой ночью / About Last Night…
- 1989 — Слава / Glory
- 1992 — Побег из Нормала / Leaving Normal
- 1994 — Легенды осени / Legends of the Fall
- 1996 — Мужество в бою / Courage Under Fire
- 1998 — Осада / The Siege
- 2003 — Последний самурай / The Last Samurai
- 2006 — Кровавый алмаз / Blood Diamond
- 2008 — Вызов / Defiance
- 2010 — Любовь и другие лекарства / Love and Other Drugs
- 2014 — Жертвуя пешкой / Pawn Sacrifice
- 2016 — Джек Ричер 2: Никогда не возвращайся / Jack Reacher: Never Go Back
- 2018 — Испытание огнём / Trial by Fire